# Tour de Tailandia
El Tour de Tailandia (oficialmente: Princess Maha Chakri Sirindhon's Cup Tour of Thailand) son dos carreras carreras ciclistas profesionales por etapas, masculina y femenina, que se disputan en Tailandia. Toma su nombre oficial de la princesa Maha Chakri Sirindhom. La carrera cuenta desde el año 2012 con una versión femenina con el mismo hombre.
La carrera se creó en 2006 formando parte del UCI Asia Tour, dentro de la categoría 2.2 (última categoría del profesionalismo) hasta que en 2017 ascendió a la categoría 2.1. La prueba siempre ha consistido de 6 etapas.

## Palmarés
| Año  | Ganador               | Segundo                | Tercero               |
| ---- | --------------------- | ---------------------- | --------------------- |
| 2006 | Li Fuyu               | Hossein Askari         | Stephen Gallagher     |
| 2007 | Ahad Kazemi           | Tonton Susanto         | Hossein Jahabanian    |
| 2008 | Alex Coutts           | Erik Hoffmann          | Björn Papstein        |
| 2009 | Andrew Bajadali       | Phuchong Sai-udomsin   | Jonathan Lovelock     |
| 2010 | Kiel Reijnen          | Nicholas White         | Deon Locke            |
| 2011 | Tobias Erler          | Miyataka Shimizu       | Brad Hall             |
| 2012 | Mitchell Lovelock-Fay | Muradjan Khalmuratov   | David Edwards         |
| 2013 | Ki Ho Choi            | William Walker         | Yasuharu Nakajima     |
| 2014 | Yasuharu Nakajima     | Cheung King Lok        | Paco Mancebo          |
| 2015 | Yasuharu Nakajima     | Kōhei Uchima           | Cheung King Lok       |
| 2016 | Ben Hill              | Zhandos Bizhigitov     | KO Siu Wai            |
| 2017 | Yevgeniy Gidich       | Ma Guangtong           | Alan Marangoni        |
| 2018 | Benjamin Dyball       | Artiom Ovechkin        | Thomas Lebas          |
| 2019 | Ryan Cavanagh         | Marcos García          | Thomas Lebas          |
| 2020 | Nikodemus Holler      | Sarawut Sirironnachai  | Valentin Midey        |
| 2021 | Jambaljamts Sainbayar | Adne van Engelen       | Sarawut Sirironnachai |
| 2022 | Alan Banaszek         | Yuma Koishi            | Raymond Kreder        |
| 2023 | Batsaikhan Tegshbayar | Jambaljamts Sainbayar  | Yuma Koishi           |
| 2024 | Adne van Engelen      | Thanakhan Chaiyasombat | Anatoliy Budyak       |
| 2025 | Alexander Salby       | Simon Pellaud          | Lorenzo Quartucci     |

## Palmarés por países
| País           | Victorias |
| -------------- | --------- |
| Australia      | 4         |
| Estados Unidos | 2         |
| Japón          | 2         |
| Alemania       | 2         |
| Mongolia       | 2         |
| Irán           | 1         |
| Reino Unido    | 1         |
| China          | 1         |
| Hong Kong      | 1         |
| Kazajistán     | 1         |
| Polonia        | 1         |
| Países Bajos   | 1         |
| Dinamarca      | 1         |